# 2000 PU29
2000 PU29, também escrito como 2000 PU29, é um objeto transnetuniano (TNO) que está localizado no cinturão de Kuiper, uma região do Sistema Solar. Este corpo celeste é classificado como um cubewano. Ele possui uma magnitude absoluta (H) de 8,1 e, tem um diâmetro estimado com cerca de 106 km, por isso o mesmo não tem nenhuma chance de ser classificado como um planeta anão, devido ao seu tamanho relativamente pequeno.

## Descoberta
2000 PU29 foi descoberto no dia 05 de agosto de 2000 pelo astrônomo M. J. Holman.

## Órbita
A órbita de 2000 PU29 tem uma excentricidade de 0.017 e possui um semieixo maior de 42.335 UA. O seu periélio leva o mesmo a uma distância de 41.625 UA em relação ao Sol e seu afélio a 45.485.